# در زیر مزار
در زیر مزار (ایتالیایی: Sotto le tombe) یک فیلم درام صامت ایتالیایی به کارگردانی کارمینه گالونه است که در سال ۱۹۱۵ منتشر شد. از بازیگران آن می‌توان به سوآوا گالونه اشاره کرد.